# Gene Wolfe
Gene Wolfe (n. 7 mai 1931, New York City, New York, SUA – d. 14 aprilie 2019, Peoria, Illinois, SUA) a fost un scriitor american de science fiction și fantasy. Stilul său dens, plin de sensuri ascunse, este puternic influențat de credința catolică, la care s-a convertit după ce s-a căsătorit cu o femeie aparținând acestei religii. A fost un autor prolific de povestiri și de romane, câștigând multe premii din domeniu.
Wolfe s-a născut în New York. În timp ce studia la Texas A&M University a publicat prima sa ficțiune speculativă într-un jurnal literar studențesc, intitulat The Commentator. Wolfe a renunțat la școală și a fost recrutat să lupte în Războiul din Coreea. După ce a revenit în Statele Unite, a absolvit University of Houston, devenind inginer industrial. Timp de mulți ani, a publicat editat Plant Engineering, înainte de a se retrage pentru a deveni scriitor full-time, dar cea mai faimoasă realizare profesională a fost o contribuție adusă mașinii de făcut chipsuri Pringles. Trăiește în Barrington, Illinois, o suburbie a orașului Chicago, alături de soția sa, Rosemary.
Pe 24 aprilie 2010, Wolfe a trecut printr-o operație de bypass.

## Opere
Cea mai cunoscută și apreciată operă a lui Wolfe este romanul în patru volume Cartea Soarelui Nou. Având ca și cadru un viitor îndepărtat și dezolant influențat de seria Dying Earth a lui Jack Vance, povestea detaliază viața lui Severian, un torționar rătăcitor, exilat din ghilda sa din cauza compasiunii arătate unuia dintre condamnați. Romanul cuprinde volumele Umbra Torționarului (1980), Gheara Conciliatorului (1981) - câștigător al premiului Nebula pentru "Cel mai bun roman", Spada Lictorului (1981) și The Citadel of the Autarch (1983). O a cincia carte, The Urth of the New Sun (1987), reunește anumite elemente, dar este în general considerată o operă separată. Câteva eseuri ale lui Wolfe despre scrierea Cărții Soarelui Nou au fost publicate în The Castle of the Otter (1982; titlul se referă la o greșeală de tipar apărută în revista Locus la titlul celei de-a patra cărți).
În anii '90, Wolfe a mai publicat două opere aparținând aceluiași univers ca și Cartea Soarelui Nou. Prima, Cartea Soarelui Lung, cuprinde romanele De partea întunecată a Soarelui Lung (1993), Lacul Soarelui Lung (1994), Caldé of the Long Sun (1994) și Exodus From the Long Sun (1996). Aceste cărți urmăresc preotul unei mici parohii care e prins în intriga politică și revoluția din orașul-stat în care locuiește. Wolfe a scris apoi o continuare, Cartea Soarelui Scurt, compusă din On Blue's Waters (1999), In Green's Jungles (2000) și Return to the Whorl (2001), povestind despre coloniștii care au ajuns pe planetele surori Albatru și Verde. Operele celor trei Sori (Cartea Soarelui Nou, Cartea Soarelui Lung și Cartea Soarelui Scurt) sunt denumite deseori "Ciclul Solar".
Wolfe a scris și romane de sine stătătoare. Primul său roman, Operation Ares, a fost publicat de Berkley Books în 1970 și nu a avut succes. Ulterior, a scris două romane apreciate în mod deosebit, Peace și The Fifth Head of Cerberus. Primul prezintă aparent incoerenta poveste a lui Alden Dennis Weer, un om cu multe secrete, care își revede viața în niște circumstanțe misterioase. The Fifth Head of Cerberus poate fi privit atât ca o culegere de trei nuvele, cât și ca un roman în trei părți care tratează colonialismul, amintirile și natura identității personale. Prima nuvelă, care dă și titlul cărții, a fost nominalizată la Premiul Nebula pentru cea mai bună nuvelă.

## Stil
În general, Wolfe nu urmează convențiile genului. De obicei apelează la relatarea nedemnă de încredere a persoanei întâi, spunând: "Oamenii reali nu sunt povestitori de încredere, chiar dacă încearcă să fie". Cauzele lipsei de încredere în personajele sale diferă. Unele sunt naive, ca în Pandora by Holly Hollander sau The Knight, altele nu strălucesc prin inteligență (There Are Doors), Severian din Cartea Soarelui Nou nu spune mereu adevărul, iar Latro din seria Soldier suferă de amnezie. Din aceste motive, Wolfe poate părea deconcertant și confuz, dar unii consideră că aceste "dificultăți" sunt o recompensă în sine. Într-o scrisoare către Neil Gaiman, Wolfe afirma: "Definiția mea pentru literatura bună este aceea că ea poate fi lecturată de un cititor educat și recitită cu plăcere crescută". În spiritul acestei definiții, Wolfe lasă mereu aluzii subtile și lacune la care e posibil să nu facă vreo referire explicită în text.
Pentru un cititor neavizat, limbajul lui Wolfe poate conduce și el la confuzie. În anexa Umbrei Torționarului afirmă:

La interpretarea acestei cărți - scrisă într-o limbă care nu a apărut încă - în engleză, m-aș fi scutit de multă muncă dacă aș fi apelat la termeni inventați, dar nu am făcut asta. Totuși, în multe situații am fost obligat să înlocuiesc conceptele încă nedescoperite cu cele mai apropiate echivalente din secolul douăzeci. Cuvinte ca peltast, androgin și exultant sunt înlocuiri de acest gen și vor să fie mai degrabă sugestive decât definitive.

Deși are rolul de "traducător" al romanului său, ne oferă o privire folositoare în interiorul scrierii: toți termenii folosiți de Wolfe (fuliginos, carnifex, taumaturg, etc.) sunt cuvinte reale, dar înțelesul lor trebuie raportat la context. Cunoscând cuvintele, sau recitind cu o copie a dicționarului englez în mână, pot fi dezvăluite noi sensuri ale poveștii.

## Importanță
Deși nu este un autor foarte bine vândut, Wolfe este foarte apreciat de critici  și de confrații scriitori, fiind considerat de mulți unul dintre cei mai buni autori de science fiction în viață. Într-adevăr, uneori a fost denumit cel mai bun scriitor american în viață, indiferent de gen. Premiatul autor de science fiction Michael Swanwick spunea: "Gene Wolfe este cel mai mare scriitor de limbă engleză care trăiește în ziua de azi. Dați-mi voie să repet: Gene Wolfe este cel mai mare scriitor de limbă engleză care trăiește în ziua de azi! Pe bune. Shakespeare a fost un stilist mai bun, Melville a fost mai important pentru literatura americană, iar Charles Dickens a fost mai îndemânatic în crearea personajelor. Dar dintre scriitorii în viață, niciunul nu se poate apropia măcar de Gene Wolfe ca strălucire a prozei, claritate a gândirii și profunzime a înțelesurilor".
Printre alții, scriitorii Neil Gaiman și Patrick O'Leary l-au indicat pe Wolfe ca inspirație. O'Leary a spus: "Uitați 'ficțiunea speculativă'. Gene Wolfe este cel mai bun scriitor în viață. Punct. Și, așa cum a spus odată Wolfe (referitor la Gaiman), 'Toate romanele sunt fantezii. Unele sunt mai sincere în legătură cu asta'. Fără comparații. Nimeni – chiar nimeni – nu se apropie de ceea ce face acest artist". O'Leary a scris și un eseu vast despre natura artei lui Wolfe, intitulat "If Ever A Wiz There Was", care se găsește atât în culegerea Other Voices, Other Doors, cât și pe pagina sa de web.  Ursula Le Guin este deseori citată pe coperta interioară a cărților lui Wolfe spunând: "Wolfe este Melville al nostru".
Fanii lui Wolfe îl privesc cu multă loialitate și o listă de mesaje pe Internet începută în noiembrie 1996 și dedicată operei sale a adunat peste zece ani și mii de pagini de discuții și explicații. De asemenea, multe analize și exegeze au fost publicate în fanzine și formate de presă mici (ex. Lexicon Urthus ISBN 0-9642795-9-2).
Întrebat despre "Cei mai supraapreciați" și "Cei mai subapreciați" autori, Thomas Disch i-a ales pe Isaac Asimov și, respectiv, pe Gene Wolfe, scriind: "...prea mulți au luat-o deja pe pantă în jos după ce au dus acasă câteva trofee. Singura excepție este Wolfe... Între 1980 și 1982 a publicat Cartea Soarelui Nou, a tetralogie de o inteligență și o sensibilitate scrisă în VistaVision cu sunet Dolby. Imaginați-vă o space opera în stil Războiul Stelelor scrisă de G. K. Chesterton în chinurile unei convertiri religioase. Wolfe a continuat în același registru de atunci încolo, dar succesul general întârzie să apară".
La începuturile carierei sale, Wolfe a corespondat cu J.R.R. Tolkien.

### Premii
Wolfe a câștigat premiul World Fantasy pentru întreaga creație, premiul memorial Edward E. Smith (sau "Skylark") și este membru al Science Fiction Hall of Fame. A fost invitat de onoare la convenția mondială de science fiction din 1985, Aussiecon Two. Pe lângă acestea, a câștigat o serie de premii pentru operele sale, așa cum se vede în lista de mai jos:
| Lucrare                                    | Forma literară        | Premiu                                                                            |
| "The Death of Doctor Island"               | nuvelă                | 1974 premiul Nebula                                                               |
|                                            |                       | 1974 premiul Locus                                                                |
| "The Computer Iterates the Greater Trumps" | poem lung             | 1978 premiul Rhysling                                                             |
| Umbra Torționarului                        | roman                 | 1981 premiul BSFA                                                                 |
|                                            |                       | 1981 premiul World Fantasy                                                        |
| Gheara Conciliatorului                     | roman                 | 1981 premiul Nebula                                                               |
|                                            |                       | 1982 premiul Locus                                                                |
| Spada Lictorului                           | roman                 | 1983 premiul Locus                                                                |
|                                            |                       | 1983 premiul August Derleth                                                       |
| The Citadel of the Autarch                 | roman                 | 1984 premiul John W. Campbell memorial pentru "Cel mai bun roman science fiction" |
| Soldier of the Mist                        | roman                 | 1987 premiul Locus                                                                |
| Storeys from the Old Hotel                 | culegere de povestiri | 1989 premiul World Fantasy                                                        |
| "Golden City Far"                          | nuvelă                | 2005 premiul Locus                                                                |
| Soldier of Sidon                           | roman                 | 2007 premiul World Fantasy                                                        |
| The Best of Gene Wolfe                     | culegere de povestiri | 2010 premiul Locus                                                                |

De asemenea, a adunat o serie de nominalizări, printre care șaisprezece la premiul Nebula și opt la premiul Hugo. 

### Romane

#### Ciclul Solar
Cartea Soarelui Nou
- The Shadow of the Torturer (1980) - câștigător al premiului BSFA, nominalizat la premiul Nebula, 1981 ; nominalizat la premiile Locus, WFA și John W. Campbell, 1981

ro. Umbra Torționarului (Traducere Irina Horea) - Editura Leda 2009
- The Claw of the Conciliator (1981) - câștigător al premiilor Nebula și Locus Fantasy, 1982; nominalizat la premiile Hugo și World Fantasy, 1982

ro. Gheara Conciliatorului (Traducere Irina Horea) - Editura Leda 2009
- The Sword of the Lictor (1981) - câștigător al premiilor Locus Fantasy și BFS, 1983; nominalizat la premiile Nebula și BSFA, 1982  nominalizat la premiile Hugo și World Fantasy, 1983

ro. Spada Lictorului (Traducere Irina Horea) - Editura Leda 2010
- The Citadel of the Autarch (1983) - câștigător al premiului John W. Campbell, nominalizat la premiile Nebula și BSFA, 1984 ; nominalizat la premiul Locus Fantasy, 1983

ro. Citadela Autocratului (Traducere Irina Horea) - Editura Leda 2011
The Urth of the New Sun (1987) - nominalizat la premiile Hugo, Nebula și Locus SF, 1988 
Cartea Soarelui Lung
- Nightside the Long Sun (1993) - nominalizat la premiul Nebula, 1994

ro.: De partea întunecată a Soarelui Lung (Traducere Antuza Genescu) - Editura Alexandria 2008
- Lake of the Long Sun (1994)

ro.: Lacul Soarelui Lung (Traducere Antuza Genescu) - Editura Alexandria 2008
- Caldé of the Long Sun (1994) - nominalizat la premiul Nebula, 1996
- Exodus From the Long Sun (1996)

Cartea Soarelui Scurt
- On Blue's Waters (1999)
- In Green's Jungles (2000) - nominalizat la premiul Locus SF, 2001
- Return to the Whorl (2001) - nominalizat la premiul Locus SF, 2002

#### SeriaSoldier
- Soldier of the Mist (1986) - câștigător al premiului Locus Fantasy, nominalizat la premiul WFA, 1987 ; nominalizat la premiul Nebula, 1988
- Soldier of Arete (1989) - nominalizat la premiile Locus Fantasy și WFA, 1990
- Soldier of Sidon (2006) - câștigător al premiului World Fantasy, nominalizat la premiul Locus Fantasy, 2007
- Latro in the Mist (2003) - set cuprinzând Soldier of the Mist și Soldier of Arete

#### The Wizard Knight
- The Knight (2004) - nominalizat la premiul Nebula, 2005
- The Wizard (2004) - nominalizat la premiile Locus Fantasy și World Fantasy, 2005

#### Alte romane
- Operation Ares (1970)
- The Fifth Head of Cerberus (1972)
- Peace (1975)
- The Devil in a Forest (1976)
- Free Live Free (1984) - nominalizat la premiul BSFA, 1985 ; nominalizat la premiul Nebula, 1986
- There Are Doors (1988) - nominalizat la premiul Locus Fantasy, 1989
- Castleview (1990)
- Pandora, By Holly Hollander (1990)
- Pirate Freedom (2007) - nominalizat la premiul Locus Fantasy, 2008
- An Evil Guest (2008)
- The Sorcerer's House (2010)
- Home Fires (2011)

### Culegeri de povestiri
- The Island of Doctor Death and Other Stories and Other Stories (1980) (nu e o greșeală, ci o glumă literară; titlul povestirii este "The Island of Doctor Death and Other Stories". Printre altele, culegerea include "The Death of Dr. Island" și "The Doctor of Death Island." "The Death of Dr. Island" a câștigat premiul Nebula pentru "Cea mai bună nuvelă".)
- Gene Wolfe's Book of Days (1981)
- The Wolfe Archipelago (1983)
- Plan(e)t Engineering (1984)
- Bibliomen (1984)
- Storeys from the Old Hotel (1988) - câștigătoare a premiului World Fantasy Award pentru "Cea mai bună culegere de povestiri"
- Endangered Species (1989)
- Castle of Days (1992)
- The Young Wolfe (1992)
- Strange Travelers (2000)
- Innocents Aboard (2004)
- Starwater Strains (2005)
- The Best of Gene Wolfe (2009)

### Cărți ieftine
Wolfe a publicat câteva cărți ieftine, majoritatea la Cheap Street, în tiraje mici. Unele au fost retipărite în culegerile sale, așa cum s-a întâmplat cu Starwater Strains, retipărită ca "Empires of Foliage and Flower".
- At the Point of Capricorn (1983)
- The Boy Who Hooked the Sun (1985)
- Empires of Foliage and Flower: A Tale From the Book of the Wonders of Urth and Sky (1987)
- The Arimaspian Legacy (1988)
- Slow Children at Play (1989)
- The Old Woman Whose Rolling Pin is the Sun (1991)
- The Case of the Vanishing Ghost (1991)
- Talk of Mandrakes (2003)
- Christmas Inn (2005)
- Strange Birds (2006)
- Memorare (2008) (nuvelă, publicată prima dată în The Magazine of Fantasy and Science Fiction în 2007 și ca ediție limitată hardcover cu autograf în 2008)
- Constipating Science Fiction (2009)

### Alte lucrări
- The Castle of the Otter (1982) - însoțește Cartea Soarelui Nou, fiind antologată ulterior în Castle of Days
- Letters Home (1991) - culegere de scrisori trimise de Wolfe mamei sale pe vremea când lupta în războiul din Coreea
- Introducere la Sandman: Fables and Refelctions de Neil Gaiman
- A Walking Tour of the Shambles (2002) - cu Neil Gaiman
- Introducere la Salt of the Air (2006) de Vera Nazarian
- Shadows of the New Sun: Essays (2007)
- Gate of Horn, Book of Silk: A Guide to Gene Wolfe's The Book of the Long Sun and The Book of the Short Sun (2012) - cu Michael Andre-Driussi

### Cărți de alți autori despre Gene Wolfe
- The Wizard Knight Companion: A Lexicon for Gene Wolfe's The Knight and The Wizard: Michael Andre-Driussi (Sirius Fiction, 2009, ISBN 978-0-9642795-3-7), un dicționar de cuvinte și nume din romanele seriei Wizard Knight ale lui Wolfe
- Lexicon Urthus: Michael Andre-Druissi (Sirius Fiction, 1994, ISBN 0-9642795-9-2), un dicționat de termeni arhaici folosiți de Wolfe în Cartea Soarelui Nou
- The Long and the Short of It: More Essays on the Fiction of Gene Wolfe: Robert Borski (iUniverse, Inc., 2006, ISBN 978-0-595-38645-1)
- Solar Labyrinth: Exploring Gene Wolfe's "Book of the New Sun": Robert Borski (iUniverse, Inc., 2004, ISBN 978-0-595-31729-5)
- Attending Daedalus: Gene Wolfe, Artifice, and the Reader: Peter Wright (Liverpool University Press, 2003, ISBN 0-85323-818-9): studiu asupra Cărții Soarelui Nou și The Urth of the New Sun
- Shadows of the New Sun: Wolfe on Writing / Writers on Wolfe: Peter Wright (Liverpool University Press, 2007, ISBN 978-1-84631-058-4)
- Strokes: John Clute (Serconia Press, 1988, ISBN 0-934933-03-0)

### Interviuri cu Wolfe
- Interviu în studiul science fictionului în 1988 de Larry McCaffery
- Un interviu lund din 2002 pe Scifi.com Arhivat în 4 martie 2009, la Wayback Machine.
- "Suns New, Long, and Short: An Interview with Gene Wolfe", condus de Lawrence Person în Nova Express Volumul 5 Numărul 1 (Fall/Winter 1998) Arhivat în 16 septembrie 2009, la Wayback Machine.
- 2002 interviu de Neil Gaiman în revista Locus (fragment)
- Interviul lui Patrick O'Leary în care vorbește pe larg despre Gene Wolfe
- fișier PDF a unei recenzii Barrington Courier din 1993 scanate, la litera W Arhivat în 7 februarie 2012, la Wayback Machine.
- Pagină cu un interviu audio a lui Wolfe de la convenția mondială de fantasy din 1993, de Dave Romm Arhivat în 9 aprilie 2009, la Wayback Machine.
- Interviu de Jeremy L. C. Jones în revista Clarkesworld, august 2008
- Interviu audio cu Wolfe la National Review Online Arhivat în 14 iulie 2011, la Wayback Machine.
- http://mysite.verizon.net/~vze2tmhh/wolfejbj.html Arhivat în 6 iunie 2011, la Wayback Machine.
- http://mysite.verizon.net/~vze2tmhh/wolfeint.html Arhivat în 15 august 2010, la Wayback Machine.
- http://home.roadrunner.com/~lperson1/wolfe.html Arhivat în 16 septembrie 2009, la Wayback Machine.
- Wizard/Knight interviu la Balticon 40

### Lucrări disponibile online
- The Case of the Vanishing Ghost
- Easter Sunday
- Paul's Treehouse[nefuncțională]
- Castaway[nefuncțională]
- Copperhead[nefuncțională]
- Under Hill
- The Best Introduction to the Mountains
- Unrequited Love Arhivat în 19 august 2007, la Wayback Machine.
- The Arimaspian Legacy
- Memorare Arhivat în 9 august 2008, la Wayback Machine.
- "The Tree Is My Hat" an audio play, adapted by Lawrence Santoro
- "The Vampire Kiss" audio